# 岡山国際ホテル
岡山国際ホテル（おかやまこくさいホテル）とは、岡山県岡山市中区にある宿泊施設である。

## 概要
岡山国際ホテルは、地元の政財界が主導して、岡山の迎賓館的ホテルとして1973年4月25日に開業した。
1998年から2006年までは、三菱地所系のロイヤルパークホテルズが運営を受託していた。2006年4月1日にオークラホテルズ＆リゾーツ（OHR）に加盟し、翌2007年10月1日にはホテルオークラが運営を受託して、ホテル名をホテルオークラ岡山に改称した。しかし、経営不振により民事再生法の適用を受け、2010年12月28日にホテル名を再び岡山国際ホテルに改称し、オークラホテルズ＆リゾーツを脱退した。
運営会社は、ホテルオークラ岡山時代も含めて、開業以来、岡山国際ホテルという社名であったが、民事再生に伴う事業譲渡により、2010年12月28日からホテルたけべの森（葵会グループ）が運営会社となり、現在は
株式会社みずほ（葵会グループ）が運営している。

### 民事再生法による経営再建
1990年代前半から集客力が低下し、ホテルの稼働率が約40％となっていた、2010年3月期には債務超過に陥り、苦しい経営状況が続いていたため、2010年8月23日に運営会社の岡山国際ホテルが岡山地方裁判所へ民事再生法の適用を申請した。2010年11月17日には、岡山県岡山市北区建部町で郊外型リゾートホテルを運営する「ホテルたけべの森」へホテルの事業を譲渡する再生計画案が発表され、その後、この再生計画案に対してが裁判所と債権者の同意が得られたことから、2010年12月28日に「ホテルたけべの森」への事業譲渡が実施された。譲渡と同時にホテルオークラと結んだ運営委託契約は解消され、ホテルの名称は岡山国際ホテルに戻された。また、運営会社としての旧・岡山国際ホテルは解散する。新しい運営会社となったホテルたけべの森は、「都市型リゾートホテル」の色合いを強くして岡山国際ホテルの経営再建を図っている。
- 晴れの国おかやま国体等のイベントの際に天皇をはじめとする皇族が宿泊されたり、阪神タイガースが倉敷マスカットスタジアムで秋季キャンプを行うときの宿泊ホテルとして岡山では有名。
- ホテル屋上には、地元コミュニティFM局である岡山シティエフエム（Radio MOMO）の送信所があり、屋上の塔屋の上には送信用アンテナ（八木アンテナ）が設置されている。
- ゴルフ練習場が隣接している。
- 2009年5月13日に、全国の政令指定都市の市長（または副市長）が集まり、大都市の諸問題について議論・意見交換するための「指定都市市長会議 in 岡山」が、このホテルで開催された。

## 設備
- レストラン
  - アルカンシェール　フランス料理
  - 淙々亭　日本料理　※閉店
  - シャトーノアール　バー
  - カスカテール　カフェテラス　※閉店　※2013年 フランス料理「THE GARDEN TERRACE」にリニューアル

- 客室
  - 175室　324名

- 宴会場
  - 2000人収容の大宴会場「瑞光」を始め、計18室

## 交通アクセス
- タクシー
  - 岡山県道28号岡山牛窓線
  - 岡山空港からタクシーで約40分
  - JR岡山駅からタクシーで約15分
  - 岡山電気軌道東山本線東山・おかでんミュージアム駅電停下車、タクシーで3分

- バス
  - JR岡山駅とホテル間の無料シャトルバスが運行（岡山電気軌道東山本線東山電停経由）
  - 両備バス西大寺行きに乗車、「護国神社」下車
  - 両備バス操南台団地行き「岡山国際ホテル」下車

- 駐車場
  - 無料駐車場（300台）あり

## 放送送信設備
| 放送局名           | コールサイン | 周波数  | 空中線電力 | ERP | 放送対象地域 | 放送区域内世帯数 | 開局年月日   |
| ------------------ | ------------ | ------- | ---------- | --- | ------------ | ---------------- | ------------ |
| 岡山シティエフエム | JOZZ8AD-FM   | 79.0MHz | 20W        | 23W | 岡山市他     | 約37万世帯       | 1997年1月1日 |